# Lili Pistorius
Lili Pistorius (* 2. Mai 1997 in Solingen; bürgerlicher Name Lilith Pistorius) ist eine deutsche Sängerin und Songwriterin. Sie steht bei Sony Music Publishing unter Vertrag.

## Biografie
Pistorius begann im Teenageralter, die ersten Lieder zu schreiben. Ihren ersten Kontakt mit der Musikindustrie hatte sie mit 15 Jahren, als sie den DJ und Produzenten Topic traf, mit dem sie heute noch zusammenarbeitet. Die nächsten Jahre wurden dem Songwriting für andere Künstler gewidmet. Im jungen Erwachsenenalter lebte Pistorius in London.  Am 17. Mai 2019 veröffentlichte sie unter dem Künstlernamen Lili Pistorius, ihre erste Single Let’s Rave als Feature von Topic.

## Diskografie

### Singles
- 2020: Too Much
- 2020: Skeletons
- 2020: Same Thing
- 2020: I Miss Myself
- 2020: White Walls
- 2021: Good For You
- 2021: Don’t Say

### Gastbeiträge
- 2019: Let’s Rave – Topic & Lili Pistorius